# فیلتراسیون با جریان متقاطع

شمایی از فرایند فیلتراسیون با جریان متقاطع

فیلتراسیون با جریان متقاطع (به انگلیسی: Cross-flow filtration) نوعی از فرایند فیلتراسیون است که در آن جریانی از مایع همراه با مواد جامد از روی غشاء یک فیلتر عبور کرده و جداسازی در آن صورت می گیرد.مزیت مهم این روش این است که به دلیل متقاطع بودن جریان نسبت به غشاء، مواد به دام افتاده در پشت غشاء دائماً شسته شده و فیلتر کیک ضخیمی ایجاد نمی‌شود.